# Ed Baird
Ed Baird (Saint Petersburg, 17 mei 1958) is een Amerikaanse zeiler. Hij won onder meer zeven wereldkampioenschappen, tweemaal de America's Cup, de Sydney to Hobart Yacht Race en diverse andere zeilwedstrijden.

## Eerste successen
Baird groeide op in Florida, waar hij jeugdcompetities zeilde in de Optimist-klasse. Hij voer vervolgens in diverse andere zeilboten. In 1980 won hij zijn eerste grote prijs: het wereldkampioenschap Laser. In 1983 werd hij wereldkampioen in de J24-klasse.
In 1995 was Baird de coach van Team New Zealand in de America's Cup. Hij leidde het team naar de overwinning, de eerste keer dat een Nieuw-Zeelands zeilteam deze prestigieuze prijs wist te winnen. In hetzelfde jaar won hij het ISAF World Match Racing Championship, en werd hij bekroond tot "Amerikaans zeiler van het jaar".

## In de Volvo Ocean Race
Baird nam in 1997-1998 deel aan de Volvo Ocean Race - toen nog Whitbread Round The World geheten - aan boord van het Noorse jacht Innovation Kvaerner. Het team eindigde deze zeilwedstrijd als vierde in het eindklassement. Baird keerde terug in de Volvo Ocean Race 2001-2002 als bemanningslid van opnieuw een Noors jacht, Djuice Dragons, en eindigde opnieuw als vierde.
Tussen de beide oceaanwedstrijden door was Baird schipper van het jacht Young America in de Louis Vuitton Cup in 1999/2000. Het jacht bleef steken in de groepsfase, mede doordat het jacht bijna zonk In december 2000 won hij de Sydney to Hobart Yacht Race op line honours aan boord van het jacht Nicorette.
In 2003 won Baird zijn tweede ISAF World Match Racing Championship. Een jaar later volgde zijn derde overwinning. In 2004 won hij verder de Congressional Cup en bereikte hij de eerste positie op de wereldranglijst matchracen. Hiermee verdiende hij een nominatie voor de belangrijkste zeilprijs ter wereld, de ISAF World Sailor of the Year Award, die hij echter niet wist te verzilveren.

## Opnieuw de America's Cup
In 2007 was Baird schipper van de Zwitserse titelverdediger Alinghi in de America's Cup. Hij won zijn tweede Cup door uitdager Team New Zealand met 5-2 te verslaan. Hij verdiende hiermee zijn tweede nominatie voor de ISAF World Sailor of the Year Award, en won hem deze maal.
Baird bleef in de daaropvolgende jaren zeilen voor het Alinghi-team. In 2008 won hij de iShares Cup, de competitie voor Extreme 40 catamarans. In 2010 was hij coach van Alinghi in de America's Cup, met onder meer de Nederlander Piet van Nieuwenhuyzen aan boord. Het team verloor de wedstrijd met 2-0 van uitdager BMW Oracle Racing, waar Dirk de Ridder meevoer.

## Quantum Racing
In 2011 sloot Baird zich aan bij het Amerikaanse zeilteam Quantum Racing. Hij werd schipper van hun TP52 in de Audi MedCup en won deze zeilcompetitie in oktober van dat jaar. Ook waren ze de beste tijdens het wereldkampioenschap TP52 in dat jaar. In 2012 werd hij met het team matchrace-kampioen in de 52 Super Series, de opvolger van de inmiddels gestopte Audi MedCup. In 2013 en in 2014 won hij de 52 Super Series. In juni 2014 volgde het tweede wereldkampioenschap TP52. Baird vaart sinds 2012 ook wedstrijden in de RC44- en Melges 32-klasse.

## Palmares
- 1980: WK, Laser, winst
- 1983: WK, J24, winst
- 1995: America's Cup, winst
- 1995: ISAF World Match Racing Championship, winst
- 1995: Amerikaans Yachtsman van het jaar
- 1997-98: Volvo Ocean Race, 4e
- 1999: Louis Vuitton Cup, verlies
- 2000: Sydney to Hobart Yacht Race, winst
- 2001-02: Volvo Ocean Race, 4e
- 2003: ISAF World Match Racing Championship, winst
- 2004: ISAF World Match Racing Championship, winst
- 2004: ISAF Sailor of the Year, nominatie
- 2004: Congressional Cup, winst
- 2007: America's Cup, winst
- 2007: ISAF Sailor of the Year
- 2008: iShares Cup, winst
- 2010: America's Cup, verlies
- 2011: Audi MedCup, winst
- 2011: WK, TP52, winst
- 2012: TP52 Matchracen, winst
- 2013: 52 Super Series, winst
- 2014: WK, TP52, winst
- 2014: 52 Super Series, winst